# Aphrophora bipunctata
Aphrophora bipunctata är en insektsart som beskrevs av Melichar 1902. Aphrophora bipunctata ingår i släktet Aphrophora och familjen spottstritar. Inga underarter finns listade i Catalogue of Life.